# Żółcza
Żółcza [pronunciación en polaco: /ˈʐuu̯t͡ʂUn/] es un pueblo ubicado en el distrito administrativo de Gmina Pacanów, dentro del Condado de Busko, Voivodato de Świętokrzyskie, en el sur de Polonia central. Se encuentra aproximadamente a 7 kilómetros al suroeste de Pacanów, a 22 kilómetros al sureste de Busko-Zdrój, y a 63 kilómetros al sureste de la capital regional Kielce.
El pueblo tiene una población de 119 habitantes.